# Paul Asten
Paul Asten, bis 1918 Paul Abraham (* 10. Juli 1861 in Hamburg; † 24. Juli 1925 in Pontresina), war ein deutscher Reichsgerichtsrat.

## Leben
Asten war ein Sohn des Hamburger Kaufmannes Heinrich Abraham und seiner Frau Johanna. Seinen Nachnamen änderte er im März 1918.
Er absolvierte 1880 die Gelehrtenschule des Johanneums und studierte danach in Leipzig, Heidelberg, Berlin und Greifswald. Im Jahr 1891 wurde er zum Amtsrichter ernannt. Zum Landrichter wurde er 1900 befördert, zum Oberlandesgerichtsrat im Jahr 1906. Am 19. November 1918 wurde er am Reichsgericht zwei Senaten zugeteilt, dem II. und dem V. Zivilsenat. Aus dem letzteren schied er anderthalb Monate später zu Jahresbeginn aus. Dem II. gehörte er bis zu seinem Tode 1925 an.
Seine Witwe Charlotte, die er 1899 geheiratet hatte, wird bei Viktor Klemperer als „peinliche Reichsgerichts(rats)witwe Asten“ erwähnt.